# 조지 머피
조지 로이드 머피 (George Lloyd Murphy, 1902년 7월 4일~1992년 5월 3일)은 미국의 무용가이자 배우였으며 말년에는 정치인으로 활동하였다. 1930년부터 1952년까지 할리우드 뮤지컬 대작에 여럿 출연해 가무에 뛰어난 배우로 이름났다. 1944년부터 1946년까지는 미국 배우 조합의 회장을 지냈고, 1951년에는 아카데미상 명예상을 수상하였다.
1965년에는 캘리포니아주 연방 상원의원으로서 미국 상원에 입성하였다. 이로서 로널드 레이건이나 아놀드 슈워제네거에 앞서 캘리포니아 대표로서 정계에 성공적으로 입문한 유명 배우 출신 인물이 되었다. 조지 머피는 할리우드 명예의 거리에도 이름을 올린 배우로, 미국 상원의원 중에서는 유일하다.

## 젊은 시절
1902년 미국 코네티컷주 뉴헤이븐에서 아일랜드계 가톨릭 가문에서 태어났다. 아버지는 마이크 머피 (Mike Murphy)로 육상선수 코치와 훈련자로 일했고 어머니는 노라 롱 (Nora Long)이었다. 뉴헤이븐에 있던 트리니티 폴링 학교와 페들 학교를 나왔으며 예일 대학교에 진학하였다. 이후 포드 모터 컴퍼니에서 연장을 만드는 일을 하다가 광부 일도 하고, 부동산 중개업에 나이트클럽 춤꾼으로도 활동하였다.

## 배우 경력
1930년 무성영화에서 유성영화 시대로 넘어갈 즈음, 머피는 본격적인 배우 활동에 나섰다. 이 당시 머피는 <1938년 브로드웨이 멜로디> (Broadway Melody of 1938), <1940년 브로드웨이 멜로디> (Broadway Melody of 1940), <나와 내 여자를 위해> (For Me and My Gal) 등의 고예산 뮤지컬 대작에서 가무를 선보였다. 이후로도 이런저런 작품에 출연하다 1952년 50세의 나이로 은퇴하였다.
이듬해 1951년에는 아카데미상 명예상을 수상하였다. 그해 아카데미상의 다른 경쟁부문에는 후보로 선정되지는 못했다. 한편으로 1944년부터 1946년까지는 미국 배우 조합의 회장으로 활동하였다. 또 테크니컬러 SA와 데실루 스튜디오의 부회장도 겸임하였다.

## 정치 경력
1953년에는 캘리포니아 공화당 지도부에 합류하여 본격적으로 정계에 입문하였다. 같은해 치러진 드와이트 D. 아이젠하워 대통령과 리처드 닉슨 부통령의 취임식에서 엔터테인먼트 감독도 맡았다. 1961년에는 존 F. 케네디 대통령 취임식에서 같은 역할을 맡았다.
1964년 머피는 캘리포니아주 상원의원 재보궐선거에서 백악관에서 케네디 대통령의 언론비서관으로 일했던 민주당의 피어 샐링어 (Pierre Salinger) 후보를 누르고 공화당 상원의원으로 처음 당선되었다. 샐링어 후보는 클레어 이글 전임 의원이 임기를 다 못 채우고 퇴임한 가운데, 일찍이 차기 의원으로 지명되어 왔었기에 놀라운 결과였다. 머피의 의원 임기는 1965년 1월 1일부터 1971년 1월 3일까지였다. 실제로는 샐링어 의원이 머피 의원에게 임기를 새해 첫날로 딱 맞출 수 있도록 먼저 퇴임해 주었고, 이후 민주당의 팻 브라운 캘리포니아 주지사가 샐링어의 남은 임기 이틀을 머피에게 넘기도록 승인하면서, 머피 의원은 이틀 먼저 취임할 수 있게 되었다. 머피의 상원의원 당선은 풍자 가수로 유명했던 톰 레러의 관심을 끌어, 머피 의원에 대한 곡을 하나 써서 직접 공연하기도 하였다.
머피 의원은 한때 다른 공화당 후보들을 지원하는 역할로 바쁜 시간을 보냈다. 1966년에는 재건 시대 이후 처음으로 공화당 후보로서 조지아 주지사에 도전하는 하워드 캘러웨이 의원을 위해 후원 만찬 행사를 주최하기도 하였다. 같은해 주지사 선거에서 캘러웨이는 민주당의 레스터 매독스와 맞붙어 득표수로는 승리하였지만 과반에는 미치지 못하였고, 주의회 표결 결과 매독스가 주지사에 당선되고 캘러웨이는 아쉽게 낙선하였다.
1967년과 1968년에는 전미 공화당 상원의원 위원회 (National Republican Senatorial Committee)의 위원장에 올랐다. 한편으로 상원의원 재임 중에 식도암이 발전하였고 수술을 통해 후두의 일부를 제거해야 했다. 이 때부터 머피 의원은 작고 낮은 목소리로만 지낼 수밖에 없었다.
1970년에는 재선을 위한 후보 활동에 나섰다. 선거에서는 유명 복싱 챔피언 진 터니의 아들이었던 민주당의 존 V. 터니 의원과 겨루었다. 그러나 식도암 제거 수술 소식과 베트남전 철수 반대를 강력히 지지했던 것이 그에게는 악재로 작용하였으며, 여기에 예전에 테크니컬러 SA를 퇴사한 이후에도 계속해서 급여를 받아왔었다는 보도까지 터지면서 낙선하고 말았다. 하지만 비교적 성공을 거뒀던 머피의 상원의원 선거는 1972년 로버트 레드퍼드의 영화 <후보자> (The Candidate)의 소재가 되기도 하였다.
상원의원직을 퇴임한 이후 플로리다주 팜비치로 이사하였고, 1992년 백혈병으로 투병하다 89세의 나이로 사망하였다.

## 유산
유명배우였던 머피가 캘리포니아 정계에 성공적으로 입문하면서, 연예계에서 정계로 입문하는 사례가 이후로도 등장하게 되었다. 로널드 레이건 대통령과 아놀드 슈워제네거 주지사가 그 대표적인 예다. 레이건 대통령은 한때 조지 머피를 두고 자신이 생각하는 "세례자 요한"이라고 표현해 화제를 모으기도 했다.
머피와 함께 지냈던 동료 공화당원들은 평소 모금만찬에서의 입담이 뛰어나다고 칭찬했고, 그 결과 공화당 상원의원 선거본부 위원장에 후보로 추천하는 계기가 되었다고 한다.
한편 머피는 상원의원 재임 시절 원내 회의장 내 자기 자리의 책상 속에 사탕을 채워두고 나눠먹는 캔디 데스크라는 전통을 창시하기도 하였다. 1971년 퇴임 후에도 캔디 데스크라는 관습은 후임 의원들이 돌아가면서 지키게 되었으며, 지금도 진행되고 있다. 2015년부터는 펜실베이니아 주의 팻 투미 공화당 의원이 캔디데스크를 맡고 있다.

## 개인사
머피는 1926년 12월 18일 무도회 춤 파트너였던 줄리엣 헨켈존슨 (Juliette Henke-Johnson)과 결혼하였으며, 1973년에 세상을 떠났다. 두 사람 사이에는 데니스 마이클 머피와 엘리사 엘런 머피라는 자녀를 두었다.
1982년에는 베트 블랜디 (Bette Blandi)와 두번째로 결혼하여 1992년 본인이 세상을 떠날 때까지 지냈다. 베트 블랜디는 1999년에 사망했다.

## 출연작

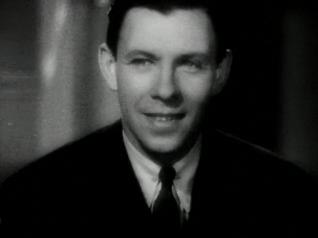
<런던 바이 나이트> (1937)에서의 모습

- 내 마음 속 깊이 (Deep in My Heart, 1954, 출연씬 편집)
- 비콘의 동쪽을 걷다 (Walk East on Beacon, 1952)
- 이방인에 관한 대화 (Talk About a Stranger, 1952)
- 이츠 어 빅 컨트리 (It's a Big Country, 1951)
- 보더 인시던트 (Border Incident, 1949)
- 배틀그라운드 (Battleground, 1949)
- 에인절가 10번지 (Tenth Avenue Angel, 1948)
- 빅 시티 (Big City, 1948)
- 아르넬로 사건 (The Arnelo Affair, 1947)
- 신시아 (Cynthia, 1947)
- 올라가 메이지 (Up Goes Maisie, 1946)
- 해빙 원더풀 크라임 (Having Wonderful Crime, 1945)
- 쇼 비즈니스 (Show Business, 1944)
- 스텝 라이블리 (Step Lively, 1944)
- 브로드웨이 리듬 (Broadway Rhythm, 1944)
- 더 파워스 걸 (The Powers Girl, 1943)
- 바탄 (Bataan, 1943)
- 이것이 군대다 (This Is the Army, 1943)
- 나와 내 여자를 위해 (For Me and My Gal, 1942)
- 해군 나가신다 (The Navy Comes Through, 1942)
- 44번가 시장 (The Mayor of 44th Street, 1942)
- 소녀와 소년과 수병 (A Girl, a Guy, and a Gob, 1941)
- 톰과 딕과 해리 (Tom, Dick and Harry, 1941)
- 링사이드 메이지 (Ringside Maisie, 1941)
- 라이즈 앤드 샤인 (Rise and Shine, 1941)
- 1940년 브로드웨이 멜로디 (Broadway Melody of 1940, 1940)
- 리틀 넬리 켈리 (Little Nellie Kelly, 1940)
- 퍼블릭 뎁 넘버원 (Public Deb No. 1, 1940)
- 브로드웨이의 두 소녀 (Two Girls on Broadway, 1940)
- 위험한 사업 (Risky Business, 1939)
- 소개편지 (Letter of Introduction, 1938)
- 작은 아씨 브로드웨이 (Little Miss Broadway, 1938)
- 저 여학생을 잡아 (Hold That Co-ed, 1938)
- 1938년 브로드웨이 멜로디 (Broadway Melody of 1938, 1937)
- 탑 오브 더 타운 (Top of the Town, 1937)
- 더 위민 맨 메리 (The Women Men Marry, 1937)
- 런던 바이 나이트 (London by Night, 1937)
- 너는 연인이야 (You're a Sweetheart, 1937)
- 우먼 트랩 (Woman Trap, 1936)
- 공익 (The Public Menace, 1935)
- 애프터 더 댄스 (After the Dance, 1935)
- 키드 밀리언스 (Kid Millions, 1934)
- 질투 (Jealousy, 1934)

## 역대 선거 결과
| 선거명      | 직책명                      | 대수 | 정당   | 득표율 | 득표수      | 결과 | 당락                       |
| ----------- | --------------------------- | ---- | ------ | ------ | ----------- | ---- | -------------------------- |
| 1964년 선거 | 상원의원 (캘리포니아 제1부) | 89대 | 공화당 | 51.54% | 3,628,552표 | 1위  | 캘리포니아주 상원의원 당선 |
| 1970년 선거 | 상원의원 (캘리포니아 제1부) | 92대 | 공화당 | 44.33% | 2,877,617표 | 2위  | 낙선                       |

### 내용주
1. ↑  캘리포니아 한정이 아닌 미국 전역으로 넓힌다면 1944년 민주당의 지미 데이비스 ("You Are My Sunshine"로 유명한 가수)가 루이지애나 주지사로 당선된 적이 있고, 1948년에는 그랜드 올 오프리 스타 로이 애커프도 공화당에 입당해 테네시 주지사를 지냈으나 총선에서는 패배하였다.
2. ↑  재건 시대란 1870년대 말 남북 전쟁 이후 재건기를 가리킨다. 조지아 주는 지금도 민주당 텃밭으로 유명하다.

### 참조주
1. ↑  George Lloyd Murphy, Biographical Directory of the United States Congress. 2011년 2월 27일 확인.
2. ↑  https://www.youtube.com/watch?v=F1CUkifBr_Y
3. ↑  Billy Hathorn, "The Frustration of Opportunity: Georgia Republicans and the Election of 1966", Atlanta History: A Journal of Georgia and the South, XXXI (Winter 1987-1988), pp. 42, 47
4. ↑  New York Times, "George Murphy, Singer and Actor Who Became Senator, Dies at 89."
5. ↑  Christensen, Terry, and Hass, Peter. <Projecting Politics: Political Messages in American Films>, p. 146
6. ↑  Weaver, Warren (1966년 12월 8일). “Murphy Is Urged to Challenge Liberals for G.O.P. Senate Job; He Is Backed to Oppose Scott as Campaign Unit Leader Dirksen May Decide”. New York Times. 2014년 10월 8일에 확인함.[깨진 링크(과거 내용 찾기)]
7. ↑  Zan Thompson (1986년 6월 12일). “The Personal Side of George Murphy at Age 83”. 《Los Angeles Times》. 2012년 12월 11일에 확인함.